# Torpa, Ljungby kommun

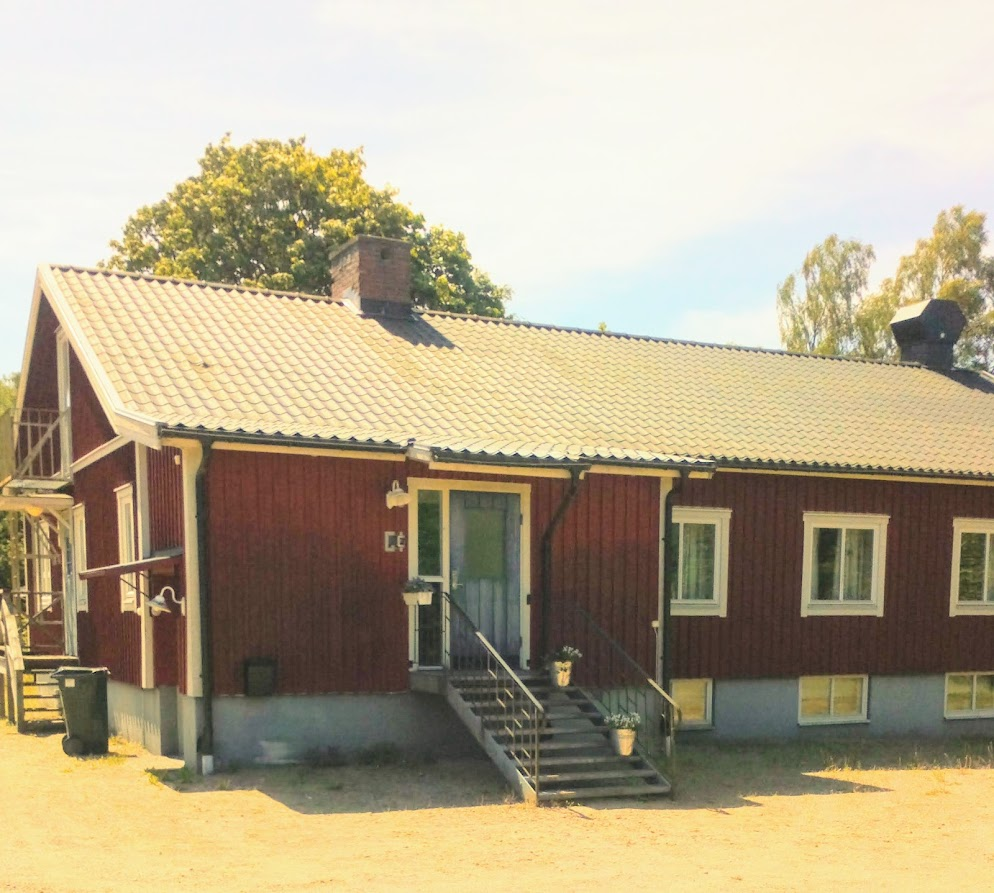
Sockenstuga i Torpa 2023

Torpa är kyrkby i Torpa socken i Ljungby kommun i Kronobergs län. I byn ligger Torpa kyrka.
SCB avgränsade 1990 en småort med benämningen Torpa runt kyrkan och söderut. Till avgränsningen år 1995 hade området minskat och omfattade då bara området strax söder om kyrkbyn och kallades då Rya. Sedan år 2000 avregistrerades småorten, men vid avgränsningen 2023 uppfylldes åter villkoren för att klassas som småort.
Orten Torpa har bildats av flera äldre byar Mjäla, Torpa, Ränte, Sunnertorpa, Rya som växt samman till ett sammanhängande område. Inom detta område finns omkring hundra byggnader. Bostadsföretaget Bofast har lägenheter i markplan på Torpa Säteriväg inom området.

## Idrottsförening
Torpa IF är idrottsförening bildad 1962 som i huvudsak är en fotbollsförening  som tillhör Smålands fotbollsförening. Klubben spelar sina hemmamatcher på Skogsängen i Torpa. Klubbens herrlag har som bäst spelat i division fyra 2009 och 2010. 1979 och 1980 hade klubben ett damlag som spelade i division fem.

## Torpaskolan
Enligt Ljungby kommuns översiktsplan 2006 hade Ljungby 17 grundskolor varav en var Torpaskolan. 2011 fattades beslut om att avveckla skolorna i Södra Ljunga, Kånna och Torpa  och därmed försvann Torpas sista skola. Torpa skola stod istort tom från 2011 då skolan  lades ner. Skolan hade fyra byggnader (byggnad A-D). Byggnad D användes som kommunal förskola till 2020 då förskolan stängdes på grund av problem i byggnaden. De tre skoldelarna A, B och D var byggda på 1960-talet medan byggnaden C var från 1920-talet. Tekniska nämnden beslutade sig för att riva byggnaderna A och D. Till slut revs även byggnad B med gymnastiksalen då ingen vill ta över denna byggnad.  Rivningen skedde i maj 2023. Byggnad C, den äldsta byggnaden ska säljas. Ny detaljplan för att byggnad C ska bli en egen fastighet och kunna användas för bostadsändamål.

## Torpa sockenstuga
Torpa sockenstuga flyttades på 1950-talet till platsen bakom tidigare prästbostaden i Torpa. Byggnaden var tidigare skola i Norrtorpa by. Skolan lades ned och byggnaden flyttades och blev sockenstuga. Byggnaden har sedan renoverats flera gånger fått anpassningar för handikappade.
Ovanvåningen har en samlingssal med mindre scen avsedd för max 70 personer. Våningen har dessutom en mindre sal och pentry. Nedervåningen hyser det stora köket och en större samlingssal. Lokalarna är upplåtna för uthyrning.

## Torpa enligt Svenska orter: atlas över Sverige med ortbeskrivning 1932
Torpa var centralort i Torpa landskommun i Kronobergs län.  Torpa by hade 1931 4 jordbruksfastigheter, och 4 andra fastigheter med ett taxeringsvärde för jordbruksfastigheterna på 29 500 kr., därav 19 200 jordbruksvärde och 10 300 skogsvärde, å andra fastigheter 12100 kr. Torpa nr 1 på  29/184 mantal var komministerboställe.